# コンピュータウイルス
コンピュータウイルス（表記揺れ：コンピューターウイルス、英: computer virus）とは、マルウェア（コンピュータに被害をもたらすプログラム）の一種で、自立せず、動的に活動せず、プログラムファイルからプログラムファイルへと静的に感染するものを指す。

## 概要
日本語では、一般に医学・医療や生物学上の原義のウイルスと混同するおそれがない場合、単に「ウイルス」と呼称することが多く、日本工業規格（JIS X0008「情報処理用語-セキュリティ」）でも「ウイルス」（羅: virus）としている。
具体的には感染先のプログラムファイル（『宿主』と呼ぶ）の一部を書き換えて自分のコピーを追加し （感染）、感染した宿主のプログラムが実行されたときに自分自身をコピーするコードを実行させることによって増殖していくというものである。
それ自身は独立して実行可能なプログラムではなくプログラム断片であり、他のファイルに感染することによって初めて機能を発揮できる。そのため、あるシステムからあるシステムに感染しようとするときには宿主となるファイルが必要であり、フロッピーディスクなどのリムーバブルメディアや、電子メールの添付ファイルを経由して感染することが多い。
感染しても以前から存在していたファイルのサイズがわずかに増加したようにしか見えないか、あるいは、まったく何も変化がないように見せかけるので、ウイルス対策ソフトがないと発見は困難である。後者はMS-DOS時代にMS-DOSをフックするなどして実現していたものが多く、難しい。しかし、GUIファイラなどではファイルサイズを1バイト単位で表示しないものも多く、そういった場合、前者の発見も困難である。
ウイルスが含まれたプログラムファイルは「ウイルスに感染している」といわれる。感染したファイルを（多くの場合、感染していることを知らずに）複製することによってウイルスが広がっていく様子が、生物と同様の特徴を有するウイルスの増殖する様子に類似することからこの名前がついた。
コンピュータウイルスの感染を阻止したり感染したウイルスを検出したりする技術を「アンチウイルス（anti-virus）」と呼び、それらを支援するソフトウェアを「アンチウイルスソフトウェア」「ウイルス対策ソフト・ワクチン」などと呼ぶ。
日本においては、2011年（平成23年）の刑法改正で新設された「不正指令電磁的記録に関する罪」として、感染能力の有無にかかわらず「人が電子計算機を使用するに際して、その意図に反する動作をさせるべき不正な指令」などを作成することを犯罪と規定している。
日本でコンピュータウイルスを感染させる行為をした場合、電子計算機損壊等業務妨害罪、偽計業務妨害罪、器物損壊罪、電磁的記録毀棄罪、信用毀損罪、業務妨害罪などの規定が適用される可能性がある。電子計算機損壊等業務妨害罪が適用された場合、5年以下の懲役または100万以下の罰金に処せられる。ウイルスに感染した被害者から損害賠償を請求された場合は、作成者はさらに多額の賠償をしなければならなくなる。自分のコンピュータがウイルスに感染したが対策をとらず、他のコンピュータに感染を広げてしまった場合も賠償の責任を負う可能性がある。
さらに、2003年（平成15年）3月、法務省は、サイバー犯罪条約の批准要件を満たすためウイルスの作成・所持を犯罪構成要件とする「ウイルス作成罪」を新設する方針を発表した。2004年（平成16年）2月、ウイルスに関する刑事罰を盛り込んだ刑法改正案を国会提出。その後、継続審議、廃案、再提出を繰り返しながら、2011年6月に情報処理の高度化等に対処するための刑法等の一部を改正する法律が国会で可決成立し、2011年（平成23年）7月に施行された。正当な理由がなく無断で他人のコンピューターにおいて実行させる目的でウイルスの「作成」「供用」「提供」「取得」「保管」した場合の刑事罰（不正指令電磁的記録に関する罪）を規定した。
アメリカ合衆国などではウイルスの作成者の情報に多額な懸賞金がかけられ、作成者が逮捕されることも多い。米マイクロソフトはMSBlastワームとSoBigウイルスの作成者逮捕につながる情報に、25万ドルずつの報奨金を懸けている。2004年5月、ドイツの警察はSasserを作成したとして18歳の少年を逮捕した。
企業がウイルス対策を怠って、取引先にウイルスつきのメールを送ってしまった場合、信用問題、訴訟問題に発展する可能性がある。
ユーザを驚かせるために作られた感染能力や破壊能力のないジョークプログラムはコンピュータウイルスに含まれない。ウイルス対策ソフトも駆除しないが一部のジョークプログラムはウイルス対策ソフトで駆除される場合もある。ただし、ウイルス対策ソフトによる誤検出（false positive）が、時折問題になるほどには起きており、またその被害に遭っているソフトが有名でないといった場合に、一部ウイルス対策ソフトメーカーが対応を渋るなどといった問題も起きている。

### コンセプトウイルス
コンセプトウイルスとは、セキュリティホールに代表されるバグなどについての問題提起のため、技術的な実証実験に用いられるコンピュータウイルス。ハードディスクの内容を変更したり、データを消したりといった危険な挙動はしないが、コンピュータに存在するセキュリティホールを利用して感染拡大する。技術的な問題点を知らしめるために、匿名の技術者が故意に漏洩させたり、一部のコンピュータウイルス製作者が、蔓延するかどうかを試す際にインターネット上で無差別に撒き散らされたりすることもあるが、稀に技術試験的な意味合いで製作されたものが、予期せずインターネット上に流布されて蔓延してしまうことがある。危険な挙動はしないとはいっても、リバースエンジニアリングによって、後から他のクラッカーなどにより危険な機能を追加されて再配布されることもあり、これらコンセプトウイルスに感染し得るコンピュータは、さらに悪質なウイルスに感染しやすいといえる。

## 公的定義
JIS X0008「情報処理用語－セキュリティ」における定義は、「自分自身の複写、又は自分自身を変更した複写を他のプログラムに組み込むことによって繁殖し、感染したプログラムを起動すると実行されるプログラム」である。
また、「コンピュータウイルス対策基準」（通商産業省告示、最終改定平成12年）による定義は次のとおりである。
| 「 | 第三者のプログラムやデータベースに対して意図的に何らかの被害を及ぼすように作られたプログラムであり、 次の機能を一つ以上有するもの。 1. 自己伝染機能 自らの機能によって他のプログラムに自らを複製又はシステム機能を利用して自らを他のシステムに複製することにより、他のシステムに伝染する機能 2. 潜伏機能 発病するための特定時刻、一定時間、処理回数等の条件を記憶させて、発病するまで症状を出さない機能 3. 発病機能 プログラム、データ等のファイルの破壊を行ったり、設計者の意図しない動作をする等の機能 | 」 |

## ウイルス以外のマルウェア
ウイルス以外のマルウェアについて、ウイルスとの違いなどを簡単に述べる。

### ワーム
それ自体が独立して実行可能なプログラムであり、プロセスとして活動し続ける点と、他のシステムへの感染にファイルを必要としない点がウイルスと異なる。ネットワークを介して、攻撃先のシステムのセキュリティホールを悪用して侵入することが多い。

### トロイの木馬
一見有用なアプリケーションであるが、その一部にコンピュータのデータを盗み出すなど、ほかの不正な動作をさせる機能を備えたもの。破壊目的のものや、情報を集めることが目的のスパイウェアなどさまざまなものがあるが、そういった目立つ動作をすればするほど見つかって有名になり削除されるため、密かにわかりにくい動作をするものほど実質的な悪質性は高いともいえる。ユーザが自らの意思でインストールしてしまうことになるが、利用規約にコンピュータの情報を集めてベンダに送信することを示しているソフトウェアもあり（ただし、しばしば何万文字もある巨大な文章の片隅にきわめてわかりにくく書いてあったり、送信自体も通常の通信に紛れて送ったりするようなものもある）どこまでがトロイの木馬なのか明確な基準はない。ほかから感染したためにそうなったのではなく、本初からそうなっている点がウイルスと異なる。
2005年（平成17年）には、日本国内でも、不正ソフトウェアを仕込んだCD-Rを、正当な送り主（銀行）を偽装してネットバンキングサービスのユーザに送りつけ、不正送金を実行させた事件が発生した。一部マスメディアではスパイウェアだとして報道されているが、有用なソフトウェアであるかのように見せかけてインストールしたことからトロイの木馬が近い。また、同年11月には、ソニーの関連会社Sony BMGが、音楽CDの変種であるコピーコントロールCDに導入したPC用再生ソフトウェアがルートキットに該当するとして問題になった（ソニーBMG製CD XCP問題）。

### ロジックボム（論理爆弾）
指定時刻の到来など、システム上における条件が満たされると自動的に動作を開始するプログラム。多くはデータの破壊・盗用などを行ったあと、最終的に自分を消滅させる。また、自滅の際に、あらかじめ搭載された不正プログラムを拡散させる種もある。例としてチェルノブイリ (コンピュータウイルス)がある。ウイルスがそういった機能を含んでいることも多いが、感染機能などを持っていないものはロジックボムであってもウイルスではない。

### ボット
本来は、検索エンジンのサーチボット、MMORPGでのボットなど自動応答などを行うプログラムを指す語であるが、マルウェアの分類としては以下のような機能を持つものを指す。
- ソースコードが公開されており、改変した亜種の作成が容易である。
- メールや不正アクセスなどの手段により広範囲に感染拡大する（ワームやウイルスに相当する能力を持っている）。
- バックドアなどにより悪意を持った者がパソコンを不正に制御できる。
- パソコンに侵入して感染拡大などの不正動作を、所有者が気づかないうちに実行する。
- 広範囲に感染拡大させたパソコンから、ネットワーク上の特定のサイトを一斉に攻撃する（DDoS攻撃）。

これらはいずれも不正ソフトウェアの既知の行動パターンであり、これらの機能を高度に統合したものをボットと呼ぶ。特に、ボットネットと呼ぶ不正行動のためのネットワークを形成するものを指す。
日本では、これまで（2005年1月29日発表）の時点で、警察庁が確認したところでは、ボットに感染したネットワークを20種類程度確認し、1種類で3万台以上がそれに感染しているという。このうちの2万5,000台相当は日本国内のコンピュータと推測。イギリスでは賭博サイトで金銭を要求する恐喝事件が発生した事例がある。日本でも、2006年（平成18年）春ごろ、指令を受け取ったボットが2ちゃんねる内のスレッドに集中投稿するという事例が確認されている。

## 歴史
空想上の概念として古いものとしては、デイヴィッド・ジェロルドが1972年に著した SF小説『H・A・R・L・I・E（原題：When HARLIE Was One ）』（en）において、「ウイルス」プログラムとそれに対抗する「ワクチン」プログラムが登場している。また、ウイルスではなく動的に活動するワームについては、1975年のジョン・ブラナー『衝撃波を乗り切れ』に言及がある。コンピュータサイエンス（計算機科学）の世界における "virus" という語の初出は、1984年に当時ニューヘブン大学の学生であったフレッド・コーエン（のちの著名なコンピュータ科学者で、コンピュータウイルスの対策方法の発明者）が発表した研究論文中といわれている。
「他のプログラムを書き換える」といったプログラムの起源は1960年代にC言語の開発者としても知られるデニス・リッチーらによって作成されたDarwinや『コア戦争（Core Wars）』という対戦型コンピュータゲームにまでさかのぼる。DarwinはPDP-1上で動作する仮想機械上で、ターゲットを上書きすることで勝利する、疑似アセンブリコード同士を競わせるプログラムであり、当初は生命の定義や人工生命の可能性についての研究―─自身を複製できるものが生命なのか、生命が存在するために最低限必要なことは何か（捕食対象の識別、あるいは自己と他者の認識や自己防衛とは何か）―─を研究するための「仮想環境と生態系」として研究者に利用されていた。やがて、プラットフォームの更新による仮想機械や実行環境の整備するという工程を短絡させる形で現在の『ネイティブなソフトウェア』としてのウイルスにその流れが引き継がれることになった。
現在（※2020年代前期）存在する形での最初のウイルスがどれであるかについては諸説ある。1970年代にはCreeperと呼ばれるワームがARPANET上で確認されていた。狭義のコンピュータウイルスとして世界初のものは、1982年に当時ピッツバーグの高校生であったリッチ・スクレンタ（のちの著名なコンピュータープログラマー。ウェブ検索エンジン blekko を作成したシリコンバレーの起業家）によって作製されたElk Clonerで、Apple IIにのみ感染するものであった。1986年には、パキスタンのコンピューター店を経営するアムジャット兄弟（プログラマー）が、不正コピー防止を訴えるためにコンピューターウイルス "Brain" を作製し、これがIBM PCに感染する初のウイルスといわれている。日本では1988年（昭和63年）にパソコン通信を介してウイルスに感染したものが最初とされる。
Elk Clonerをはじめ、1980年代初期のウイルスは単に自らのコピーを複製し、フロッピーディスクなどを媒介としてコンピュータ間に感染するだけで、時にメッセージを表示して利用者を驚かせる程度の無害なものが多かった（FATを吹っ飛ばすなど凶悪なものもなかったわけでもない）。1980年代後半以降、凶悪なものが広くはびこるようになり、現実的な被害をもたらす原因になり始める。
稼動し始めたばかりのインターネットを通して 1988年にMorris worm（これは名前の通り、ウイルスではなくワーム）が被害を広げた件と、1992年3月6日にMichelangeloウイルスが感染者のデータを一斉に破壊した件について、危険なコンピュータプログラムによる現実的な脅威としてマスコミは大きく報道した。1991年の湾岸戦争ではアメリカ軍が空爆に先立ってイラク軍のネットワークにウイルスを侵入させて防空システムを麻痺させている。1999年には電子メールの添付ファイルによって感染する初のウイルスMelissaが作製され、感染力が飛躍的に増大した。2001年にはサーバ上のセキュリティホールを悪用するCode Redが登場。同年にはウェブサイトを閲覧するだけで感染するNimdaも作製され、爆発的に広がった。
一方、ウイルスを除去する「ワクチン」の開発もウイルスの進化と平行して進められ、1988年には最初期のアンチウイルスソフトウェアの一つDr. Solomon's Anti-Virus Toolkitがリリースされている。現在（※2020年代初頭時点）では、単なる愉快犯的ウイルスから、クレジットカード番号などの個人情報を引き出して悪用するものまで、数万種のウイルスが存在しているといわれている。2004年の予測では、アンチウイルスソフトウェアを含めたコンピュータセキュリティの市場規模は2008年には全世界で数十億ドルに達するものと予測された。

## ウイルスの目的
くだらないメッセージを表示して世間を騒がせて目立つという、愉快犯的な目的で作られたと思われるものは多い。ハードディスクをフォーマットしたり、BIOSを書き換えたり、パスワードを変更されたり、bitlockerで勝手に暗号化されてコンピュータが起動しなくなることもあるが、データのバックアップを取っていれば修復は可能である。しかし、中にはコンピュータに侵入してパスワードやデータを盗み出したり、バックドアを作成してコンピュータの制御を奪ったりしてしまうような悪質な目的のものも存在する。派手に騒ぎ立てるようなウイルスは発見が早いが、こっそりと活動して微妙な改変を加えるようなものは発見が難しく対処が遅れることもある。感染拡大を引き起こるような性能があるか否かは別として、ウイルスの作製自体は高度な技術がなくても可能である。スクリプトで作製したウイルスは改変が容易で、また、オープンソースのもの（SourceForge.net内でも平然と開発されている。しかし、それを禁止するような規約などが存在しないのが現状である）や多くのプラットフォームで動作可能のため、多くの亜種が登場する。特定のメーカーのソフトウェアを標的にして、そのソフトウェアの信用を失墜させようとしていると思われるウイルスもある。
また、別の目的のための手段としての利用がみられる。一種のP2P用ネットワーク（ボットネット）を形成することで、感染したコンピュータの情報を盗んだり、DoS攻撃やスパムの発信プラットフォームとするものを作製・流布させたりするグループもいくつか確認されている。金銭目的の犯罪の道具として使われる点で、同じ目的のスパイウェアやマルウェアとの垣根も低くなってきている。
例では有益なツールとされるもの（主にP2Pネットワークを媒介とし、感染者のパソコンをサーバ化してハードディスクドライブ内のデータやスクリーンショットしてアップロードするウイルスの感染者を探し出すためのツール）にウイルスが含まれていたことがある。ウイルスの亜種がインターネット掲示板にホスト名を公開しながら犯罪予告をするなどの動作を行うため、一部で話題になった（山田オルタナティブ）。

## ウイルスの感染経路
ネットワーク普及以前は、フロッピーディスクなどで感染が広がった。書籍や雑誌の付録としてついていたフロッピーディスクにウイルスが含まれていた事例もある。現在ではネットワークソフトウェアのセキュリティホールを使って感染するもの、電子メールの添付ファイルを使って感染するもの、USBなどを道に落とし、拾った人が接続し、その人から感染が広まるなどがある。簡単に自身の複製をばら撒けるため、PCの普及後では電子メールによる感染がほとんどである。LANケーブルを抜くなど、ネットワークから物理的に隔離してしまえば感染が広がるのを確実に防ぐことができる。

## 一般的対策

### 対策法
コンピュータウイルスの感染を防ぐには、ウイルス対策ソフト（アンチウイルスソフトウェア）の導入がもっとも効果的かつ手軽である。ウイルス検出の方法にもよるが、ウイルス対策ソフトはウイルス検知用のデータがないと十分に機能しないため、頻繁に定義ファイルをアップデートしなければ役に立たない。自動アップデート機能がついていれば、自動的にウイルス対策ソフトの開発元のサーバからウイルス定義ファイルをダウンロードして更新してくれるので、オンにしておくほうがよい。可能ならウイルス検出ができるウェブサイトで検査し、定期的にハードディスク全体をスキャンするとよい。
インターネットサービスプロバイダ（ISP）によっては、個人ユーザーや小規模事業ユーザー向けに、メールゲートウェイ型のウイルスチェックサービスを提供している。これは、電子メールの送受信時にISPのサーバで添付ファイルなどのウイルスチェックを行うものである。
また、ルーターやファイアウォール機など通信のゲートウェイになる機器にウイルスや不正アクセスの検出・遮断機能を持たせる場合もある。これは主に企業での接続の場合である。

#### 基本的セキュリティ
今日（※2015年初頭時点）、サポート（アフターサービス）が継続されているオペレーティングシステムのすべて（Windows NT系 - Windows 7、Vista、8・8.1や、Unix系OS - macOS、Linux（Ubuntuなど）、*BSDなど）が、アクセス権・アクセス制御リストをサポートしている。また、マルチユーザー機能を備え、複数のユーザーが利用することができる。
- 通常利用するユーザーは、特権ユーザー（root, administrator）ではないユーザーを使用する。 Unix（系OS）ではデフォルトがこのようになっている。Windows（NT系）では通常権限のユーザーを追加することで実現できる。
- 通常利用するユーザーには、システムファイルを含む実行ファイルへの書き込み権限を削除する。 ほぼすべての OSはシステムファイルへの書き込み権限が通常ユーザーでは行えないようになっている。
- カレントディレクトリおよびデータディレクトリからプログラム実行権限を削除する。pathにカレントディレクトリを示す "." があれば削除し、chmodやcaclsコマンドでディレクトリから実行権限を削除する。テンポラリディレクトリも同様に削除する。Windowsはユーザごとにテンポラリディレクトリを持てるので、管理者以外のテンポラリディレクトリ全部から削除する必要がある。

これは Unix系では、通常標準的な機能として実装されている。Windows NT系OSでは名称は異なれどまったく同じ機能を利用することができる（Windows 3.xや9x系にはこの機能はないが、そもそもWindows 3.xや9x系はマイクロソフトのサポートが終了して久しい。Classic Mac OSつまりバージョン9までのUNIXではないMac OSもまた同様にこの機能がなくサポートを終了している）。

## ステルス技術
ウイルス対策ソフトに駆除されないよう、ウイルス側（ウイルス作成者）もいろいろと巧妙な手段を使っている。ステルス技術はウイルス対策ソフトに見つからないようにする技術である。
- ポリモーフィック - ウイルス自身を感染のたびに暗号化する。毎回そのウイルスのデータが変化する。
- メタモーフィック - プログラムを分割して順番を入れ替える。これだけでも単純なパターンマッチングでは検出できない。ウイルス対策ソフトでは、仮想的な環境に閉じ込めて動作させてみることで、それがウイルスかどうか判別する。
- rootkit型 - OSのカーネルを変更し、マルウェア（不正プログラム）自体のファイルやプロセスに、アンチウイルスソフトウェアなどの他のプロセスがアクセスできないように隠蔽する。

## アンチウイルス技術
コンピュータウイルスの台頭とともに、アンチウイルスソフトウェアなどと呼ばれる、感染を防いだり感染したファイルを駆除したりする製品プログラムが開発されるようになった。主に次のようなウイルス検知手法があり、それぞれ一長一短があるため多くの場合は複数の手法を組み合わせて用いられる。
- パターンマッチング手法 - もっとも基本的な手法で、ウイルスの構造の中で特徴的な部分をパターンとして定義ファイルにリスト化し、そのパターンに合致または類似したものをウイルスとして検出する。定義されたウイルスに関しては迅速かつ確実に検知できるが、定義ファイルにない未知のウイルスを検知することはできない。よって日々発見される多数の新種ウイルスに対応するためには、高頻度で定義ファイルを更新する必要がある。
- ジェネリック手法 - 実行中のプログラムの動作を常に監視して、あらかじめ定義された不正な動作のパターンと比較することで、不正な命令を発したプログラムをウイルスとして検知し、命令が実行される前に遮断する。未知のウイルスにも対処できる一方で、定義が厳しすぎると正規の命令を遮断しかねず、また甘すぎると不正な命令を遮断できないため、さじ加減の難しい手法である。
- 静的ヒューリスティック手法（ルールベース手法） - 構造パターンが定義されていない未知のプログラムでも、その仕組みを解析して実行する前に動作結果を予測することで、不審な動作をする可能性のあるプログラムに対処する。
- 動的ヒューリスティック手法 - 仮想的な閉鎖環境を作り、その中で実際に検査対象のプログラムを動作させてみて、不審な動作をしないか観察する。暗号化などでプログラムの構造を解析できないウイルスにも対処できる。
- コンペア手法 - 未感染のプログラムファイルのコピーをサンプルとして隔離保存しておき、それを原本として比較することで、ウイルスへの感染を検知する。
- チェックサム手法 - 既存のプログラムファイルのファイルサイズやハッシュ値を監視し、ウイルスが感染してファイルサイズやハッシュ値が変化したことを検知する。

## 誤解
本来は特定の働きを持つマルウェアの一種を指す「ウイルス」という語であるが、任意のマルウェアや、さらにはプログラムではない誤動作を起こさせるデータをも指して使われる誤用が大変多い。
以下、その他の誤解について解説する。

### ウイルスとコンピュータウイルスの混同
生物学上のウイルスとサイバー上のコンピュータウイルスの違いがまったく分からないか理解しきれていないほどの場合には、コンピュータから人間に対して病原体が感染すると勘違いすることがある。その大規模な例としては、2007年4月上旬にアフガニスタンから発してパキスタンにまで流布した「携帯電話を介して伝染する致死性ウイルスが発生した」という噂を挙げることができる。これは、カブール市内で未知のウイルスが発生してすでに死亡者が数人出ているらしいという噂が多くの携帯電話ユーザーの耳にも届き、ユーザーらがウイルスとコンピュータウイルスを混同したことに端を発したもので、「特定の電話番号からの着信に出てしまうとそこにはウイルスが仕込まれていて致死性の病原体に感染してしまう」「だから、心当たりのない電話番号からの着信に出てはならない」という注意喚起を家族や友人同士でやり合ってしまったことで際限なく拡大したわけである。その結果、沈静化のための声明を携帯電話各社と政府が発表する事態にまで発展した。
ほかにも人間に影響を及ぼすコンピュータウイルスの噂はコンピュータネットワーク上で多数流布している。しかしながら、その大部分は小説・漫画・アニメなどの創作物から派生したものである。古くは『セーラームーン』に「コンピュータから離れて!」という台詞がある。また、長時間見つめると精神に異常をきたすというflashやGIF、長時間聴くと自殺したくなるという音楽ファイルなど、生理的作用を標榜する各種ファイルも数多く存在する。

## 著名なコンピュータウイルス
- 1986年 Brain - パキスタンの兄弟が作成。コピー不正防止の訴え。
- 1987年 Cascade - コンピュータウイルスの一種。1987年10月ドイツで発見され、1980年代から1990年代前半に流行した。日本では1990年12月に初めて発見されている。
- 1988年11月 Morris Worm - アメリカの大学院生が作成。国防総省機能麻痺、全米の大学や研究所のコンピューター6,000台以上に被害。
- 1987年 Jerusalem - 別名「13日の金曜日」。1989年10月13日に作動、事前対策で被害は少なかった。
- 1989年11月 Japanese Christmas - 日本初の国産ウイルス、12月25日にクリスマスメッセージ。
- 1991年4月 Michelangelo - 翌1992年ミケランジェロの誕生日（3月6日）に作動、ウルグアイ軍のコンピューター1万台以上に被害。
- 1995年 Concept - 初のマクロウイルス。Wordファイルで自己増殖のみ。目立った害がないのでコンセプト（＝概念）。
- 1996年 Wazzu - マクロウイルス。Wordファイルの文章を改竄。「WAZZU」のSPAM挿入、語順を入れ替えなど。
- 1996年 Laroux - マクロウイルス。Excelファイルで自己増殖のみ。
- 1999年1月 Happy99 - 別名「Ska」。「Happy New Year」な花火ウイルス。
- 1999年 Melissa - 初のマクロワーム。アメリカで大流行。
- 1999年 CIH - 別名「チェルノブイリ」。原発事故から14年後にあたる4月26日にハードディスク破壊。アジアと中東で大流行。韓国では30万台以上が被害。
- 1999年 ExploreZip - 感染したパソコンとネットワークでつながっているパソコンのデータ破壊。世界中の大企業が被害。
- 1999年 Bubble Boy - 初のスクリプトウイルス。HTMLの本文に埋め込まれていてただ見ただけで感染。
- 2000年 LOVELETTER - 「I LOVE YOU」メールウイルス。世界中で4,500万台が感染。
- 2000年 MTX - メールウイルス。添付ファイルのタイトルを31種類も使い分けたり、ウイルス対策サイトの閲覧などの自衛行為を阻害する。
- 2000年 Hybris - メールウイルス。送信者を特定できないように偽装したり、勝手にプラグインで機能拡張させたりする。
- 2001年 Nimda - 2001年9月に識別されたワームの一種である。ファイルに感染するコンピュータウイルスでもある。
- 2002年 Sister-音楽ファイルを模したコンピュータウイルス、Web上のアップローダ、メール等を媒介して感染する。

- 2004年 Sasser - Windows XP、2000の脆弱性「MS04-011」を悪用したワームの一種。
- 2004年 Cabir - 2004年6月にロシアで発見された初めての携帯電話ウイルス。
- 2005年 山田ウイルス - 山田ウイルス（やまだ - ）はファイル共有ソフトであるWinnyやShare、Web上のアップローダ、メールを媒介して感染するコンピュータウイルス（トロイの木馬）。
- 2006年 Polipos - 感染するとアンチウイルスソフトウェアなどのセキュリティソフトを動かないようにし、パソコンのメモリ中に複数のウイルスのコピーを生成。
- 2006年 山田オルタナティブ - 2006年2月ごろに発見されたWinnyやShareなどのファイル共有ソフトまたは2ちゃんねるなどの匿名掲示板やWeb上のアップローダ、電子メールを媒介して感染するコンピュータウイルス（バックドア型トロイの木馬）。
- 2009年 Gumblar - 別名「GENOウイルス」。2009年5月ごろに発見されたFTPサーバーのIDとパスワードを不正に取得されホームページが改ざんされ、そこにアクセスしたユーザーが感染する。2009年12月より日本国内の大手企業のホームページなどで被害。
- 2014年 KRSWLocker - 別名「カランサムウェア」。2014年12月にシマンテックによって報告されたいわゆる身代金型マルウェア。同型のマルウェアであるTorLockerを日本語にローカライズする形で改変してあり、ランサムウェアに類するマルウェアとしては初めて報告された。明確に日本国内を標的としたものであることが話題になった。インターネット上で誹謗中傷や不正アクセスを繰り返していた集団の一人が作成したとされる。

不明
- Antinny - Windows上でワーム活動を行うコンピュータウイルス。
- 原田ウイルス - 原田ウイルス（はらだ - ）は主にファイル共有ソフトであるWinnyやShareなどを媒介として感染するコンピュータウイルス。ファイル共有ソフト以外のアップローダなどでも確認。